# Tallinn
Tallinn is de hoofdstad van Estland. De stad ligt aan de Baai van Tallinn, een onderdeel van de Finse Golf. Aan de andere kant van de Finse Golf ligt de Finse  hoofdstad Helsinki. Tallinn telt meer dan 450.000 inwoners, een derde van alle inwoners van Estland. Voor de Estse onafhankelijkheid in 1918  heette de stad Reval, in het Russisch ook Rewel (Ревель). Na de inlijving bij de Sovjet-Unie in 1945 zou de Estische naam officieel blijven, echter zonder dubbele n (Таллин, Tallin). Deze naam is terug te voeren op de middeleeuwse aanduiding Taani-linn ofwel Deense stad.

## Geschiedenis

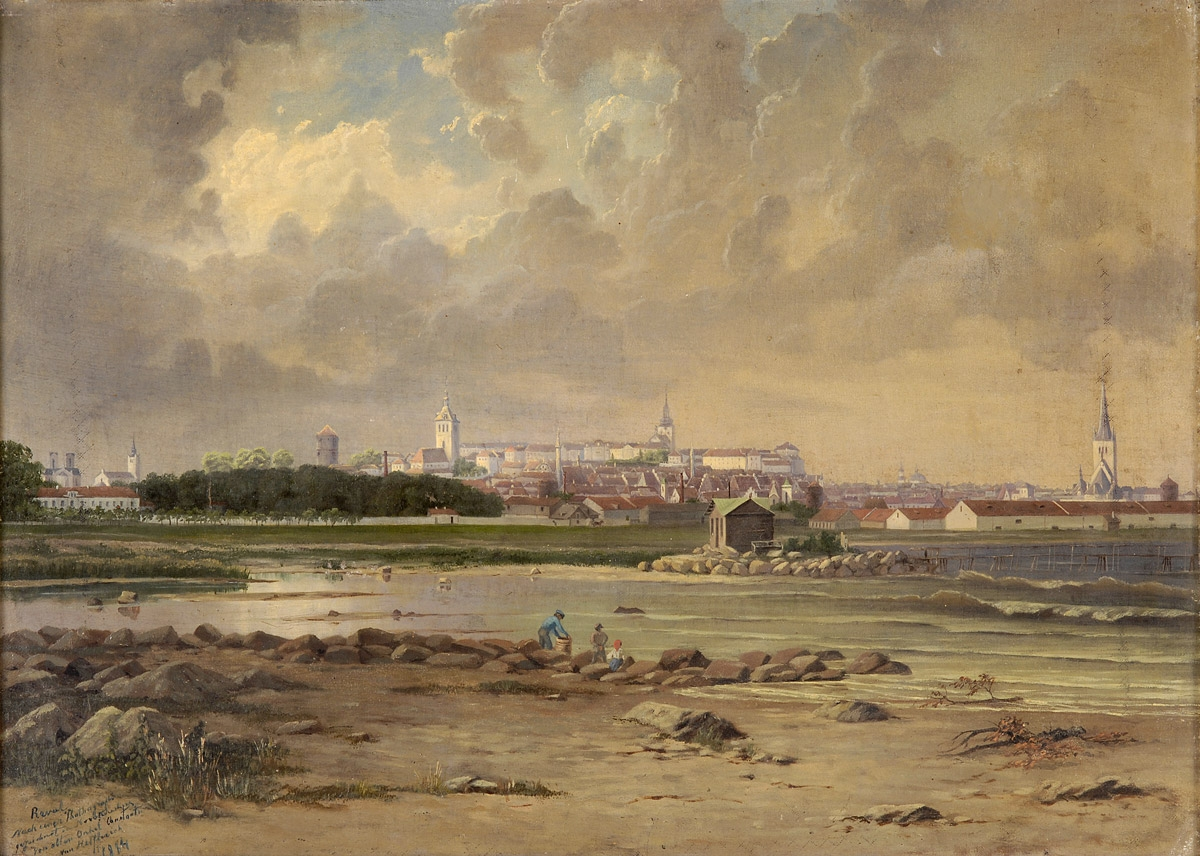
Gezicht op Tallinn in 1884

Tallinn werd voor het eerst in een Arabische bron genoemd, in 1154. De nederzetting heette toen Rävala, later Reval, een naam die de stad bij de Duitsers en de Russen, maar ook bij de Nederlanders, tot in de twintigste eeuw zou houden.
In 1219 raakte de stad in het bezit van de Deense koning Waldemar II, die een burcht liet bouwen op de Domberg (Estisch: Toompea). Al in 1227 moest hij aan de Zwaardbroeders, een geestelijke orde van ridders, verwant aan de Duitse Orde, de macht overdragen omdat hij niet in staat was de Esten te pacificeren. In 1230 werd een stad - Reval genaamd - aanvankelijk gesticht door kooplieden uit de Noord-Duitse Hanzesteden en later bevolkt door burgers uit vooral Westfalen en het Rijnland. In 1236 werden de broeders door de Denen, die militair nu beter waren uitgerust, verslagen, en nu kwam Reval met noordelijk Estland definitief onder de Deense koning. Dat maakte voor de stad weinig uit, zij kreeg een koninklijk bevestigd stadsrecht en trad in 1252 toe tot de Hanze.
In 1346 kwamen de Esten opnieuw in opstand, maar de kosten van de pacificering waren nu zo hoog, dat de Deense koning stad en land aan de Duitse Orde verkocht. Het stadsbestuur was volgens zogenaamd Duits stadsrecht ingericht, meer in het bijzonder dat van Lübeck, de stad waar tot in de nieuwe tijd de hoogste rechterlijke beroepsinstantie van de Hanzesteden gevestigd was. De sociaal-etnische groepsidentiteit was bepalend voor de juridische status van de inwoners en belemmerde vermenging van de bevolkingsgroepen. De bovenlaag bestond exclusief uit een Duitstalige elite. De middenlaag van handwerkers en handelaren was voor meer dan de helft Duitstalig, dat wil zeggen dat de meesten van hen Nederduits spraken, en bestond voor een vierde uit een gemeenschap van Zweden en Denen, en voor eveneens een vierde uit Esten. De vrijwel rechteloze onderlaag van arbeiders en dienstpersoneel bestond grotendeels uit Esten.
De stad groeide door een exclusief handelsmonopolie met Novgorod, de Russische handelsstad die in 1478 door Moskou werd veroverd. Sindsdien probeerde Moskou ook in Estland vaste voet te krijgen wat een periode van invallen en verwoestingen inluidde. In 1558 werd een blijvende vrede gesloten met als beschermheer de Zweedse koning die in 1561 werd verzocht om de soevereiniteit over Estland op zich te nemen. De stad telde toen 6 tot 7.000 inwoners. De sociale en etnische status bepaalde de rechtspositie van de burgers. De onderlaag van vooral Esten was politiek en bestuurlijk rechteloos.
Inmiddels was de lutherse hervorming ingevoerd die in 1525 officiële godsdienst werd. Het politieke spanningsveld verlegde zich in de 17de eeuw naar een strijd tussen Rusland en Zweden om de controle over de toegangen tot de Oostzee. In de Grote Noordse Oorlog bleek Rusland definitief overwinnaar in dit conflict en in 1710 werd de stad samen met geheel Estland Russisch. Ondertussen liep de geplunderde stadsbevolking in aantal terug tot 2.000 inwoners. Om het herstel te bevorderen verleende tsaar Peter de Grote de stad autonomie. Zijn persoonlijke aanwezigheid werd in de bouw van een slot 'Katarinental' even buiten de stad gesymboliseerd. Een langzame bloei trad in, waarbij de oude sociale verhoudingen bestendigd bleven. Tot in de jaren 1880 omvatte de Duits-Baltische burgerij de helft van de bevolking en tot 1889 bepaalde zij het stadsbestuur. Maar sinds 1840 namen de Esten steeds meer toe op grond van de nieuwe vrijheid om zich in de stad te vestigen. In 1870 telde de bevolking 30.000 inwoners. Veel sociaal stijgende Esten conformeerden zich toen nog aan de Duitstalige burgercultuur. In 1880 begon een periode van russificatie, waarin het Russisch tot enige overheids- en onderwijstaal werd verheven. Naast het een eeuw eerder gebouwde Kadriorgpaleis (Katharinenthal) van tsaar Peter de Grote zouden nieuwe pretentieuze gebouwen het Russische karakter visueel versterken, waaronder de Russisch-orthodoxe Alexander Nevski-kathedraal en een nieuw slotgebouw op de Domberg als zetel van de gouverneur-generaal (het huidige parlementsgebouw). Tussen 1880 en 1918 gingen steeds meer sociaal stijgende Esten een plaats in de Russische cultuursfeer zoeken, waarbij het Russische onderwijs hen behulpzaam was. Aan het einde van de Russische periode (1900) telde de stad 66.292 inwoners, voor het eerst met een kleine meerderheid van bijna 54% Esten, ruim 25% gaf zich op als Duitser en ruim 17% als Rus. De russificatie gaf de stad een Russisch uiterlijk in de openbare opschriften en de bouw van naar verhouding vele en grote Russisch-orthodoxe kerken, bijna de helft van de 20 godshuizen in de stad. De kranten en tijdschriften die in de stad werden uitgegeven trekken dat beeld meer in verhouding: van de 16 waren 9 in de Estlandse taal, 4 in het Russisch en drie in het Duits.
Na de Eerste Wereldoorlog was de rol van de Baltisch-Duitse bovenlaag, na het verdwijnen van de Duitse troepen die Estland in 1917 hadden bezet, uitgespeeld en brak een strijd uit tussen nationalistische en communistische Esten. De eersten streefden naar een soevereine nationale staat, de tweeden wilden tot een communistische Russische federatie toetreden. De nationalisten wonnen uiteindelijk en op 24 februari 1918 riepen zij de republiek Estland uit. Vooralsnog was dit slechts een papieren besluit. De daadwerkelijke onafhankelijkheid moest tussen 1918 en 1920 bevochten worden en pas in de Vrede van Tartu in 1920 erkende ook de Sovjet-Unie de onafhankelijkheid van Estland. Toen werd Estland door de Volkenbond aanvaard als nationale staat en toen brak een korte periode van nationale zelfstandigheid en bloei aan.

### Annexatie door de Sovjet-Unie
Na het besluit tot annexatie van Estland door de Sovjet-Unie in 1940, volgens het Molotov-Ribbentroppact, vluchtten veel nationalistische Esten naar Zweden en Duitsland, en werd de Baltisch-Duitse burgerij en adel naar Duitsland geëvacueerd. Een politieke zuivering volgde daarop en betekende de deportatie van 'burgerlijke' Esten naar Sovjet-kampen. Estland werd nu een Estische SSR met Tallinn als hoofdstad. In 1941 bezette de Duitse Wehrmacht de stad en kwamen nationalistische Esten uit hun ballingschap terug. Zij kregen een rol in het Duitse bezettingsbestuur en formeerden legertroepen voor het Duitse leger. Dit Duits-Estisch bondgenootschap is tot op heden omstreden en valt onder het thema 'historisch taboe'. In maart 1944 waren de Duitse troepen verdreven door het Sovjetleger. Opnieuw vluchtten grote aantallen Estische nationalisten en 'burgerlijken' die politieke repressie moesten vrezen. Minstens een derde van de bevolking werd opgepakt en gedeporteerd. Hun plaatsen zouden door Russen en nieuwe bewoners behorende tot andere Sovjetvolken ingenomen worden, waarmee vooral de steden en in de eerste plaats Tallinn gaandeweg gerussificeerd raakten. 45 jaar later was nog maar de helft van de inwoners van Tallinn Est, toen op 20 augustus 1990 het Sovjetregime instortte. Hoewel veel Russen vertrokken is nog steeds een aanzienlijk deel van de bevolking Russisch. Hun invloed is geringer dan hun aantal omdat velen geen Estlands staatsburgerschap hebben aangevraagd. In 1980 werden de Olympische Spelen van Moskou deels gehouden in Tallinn, toen het onderdeel zeilen hier werd afgewerkt.

### Onafhankelijkheid 1991
Sinds 1991 is Estland opnieuw een soevereine nationale staat met Tallinn als hoofdstad. Het Russische bevolkingsaandeel in de stad is teruggelopen van meer dan de helft tot ca. 45% wanneer men (Russischsprekende) Oekraïners en Witrussen erbij telt. Zij vormen de meerderheid in de wijk Lasnamäe. Hoewel Russisch niet meer wordt erkend als officiële taal, is onderwijs in het Russisch wel toegestaan en in de praktijk kan men zich in het Russisch met de overheid verhouden. Dat neemt niet weg dat spanningen soms tot uitbarsting komen, zoals bij de verplaatsing van het symbool van de 'Russische bevrijding', de bronzen soldaat van Tallinn in 2007.

## Stadsdistricten
Tallinn is onderverdeeld in acht stadsdistricten (linnaosad, enkelvoud linnaosa). Elk district is op zijn beurt weer onderverdeeld in subdistricten of wijken (asumid, enkelvoud asum). In totaal zijn dat er 84. Zo ligt de oude binnenstad in het subdistrict Vanalinn van het stadsdistrict Kesklinn. De acht stadsdistricten zijn (cijfers van 1 januari 2024):
| District         | Oppervlak | Bevolking |
| ---------------- | --------- | --------- |
| 1. Haabersti     | 22,24 km² | 50.662    |
| 2. Kesklinn      | 30,59 km² | 68.197    |
| 3. Kristiine     | 7,87 km²  | 34.361    |
| 4. Lasnamäe      | 27,38 km² | 119.789   |
| 5. Mustamäe      | 8,08 km²  | 68.929    |
| 6. Nõmme         | 29,19 km² | 37.439    |
| 7. Pirita        | 18,79 km² | 19.749    |
| 8. Põhja-Tallinn | 15,19 km² | 62.245    |

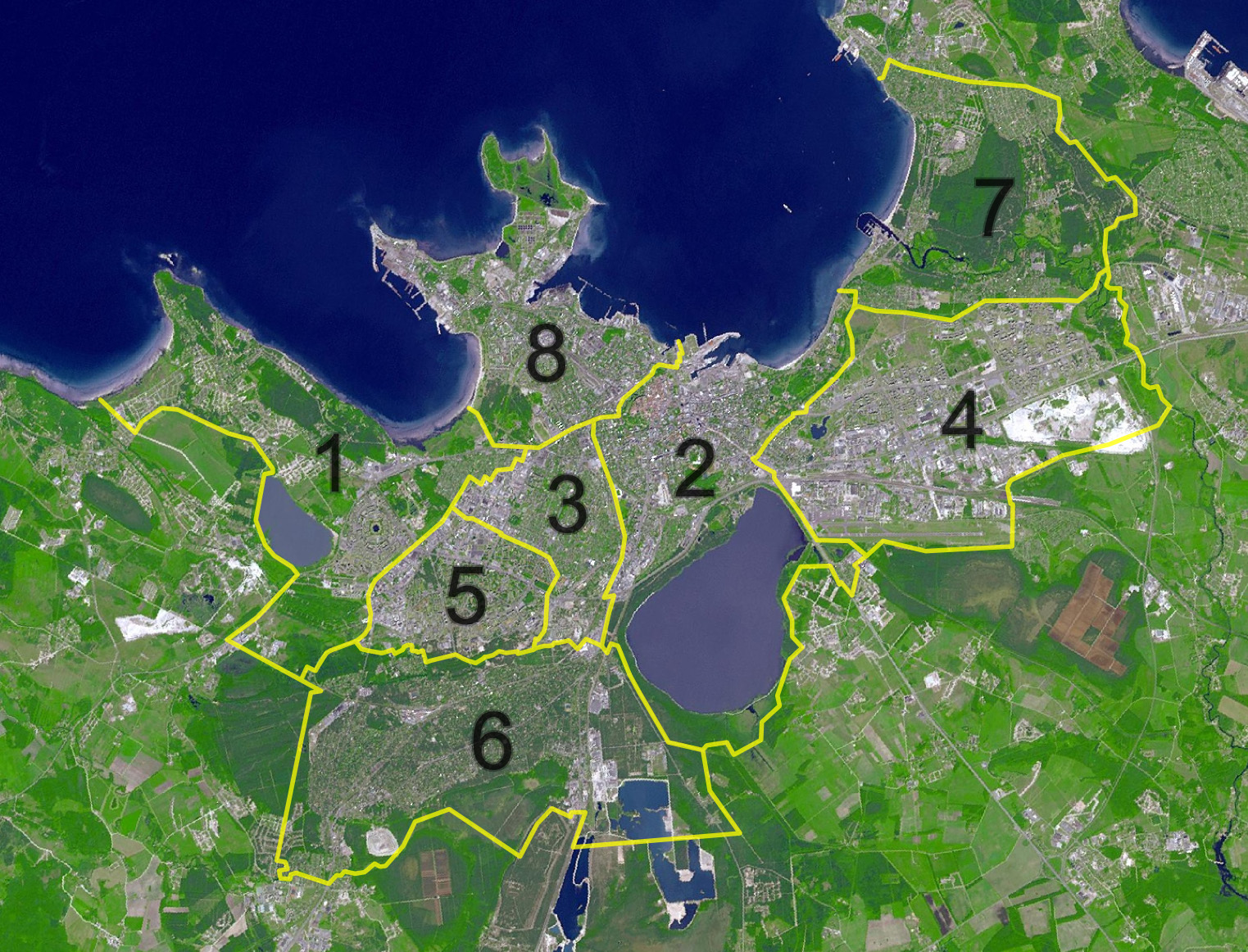
Districten van Tallinn

Elk stadsdistrict heeft een eigen bestuur; de voorzitter heeft de titel linnaosavanem.

## Toerisme

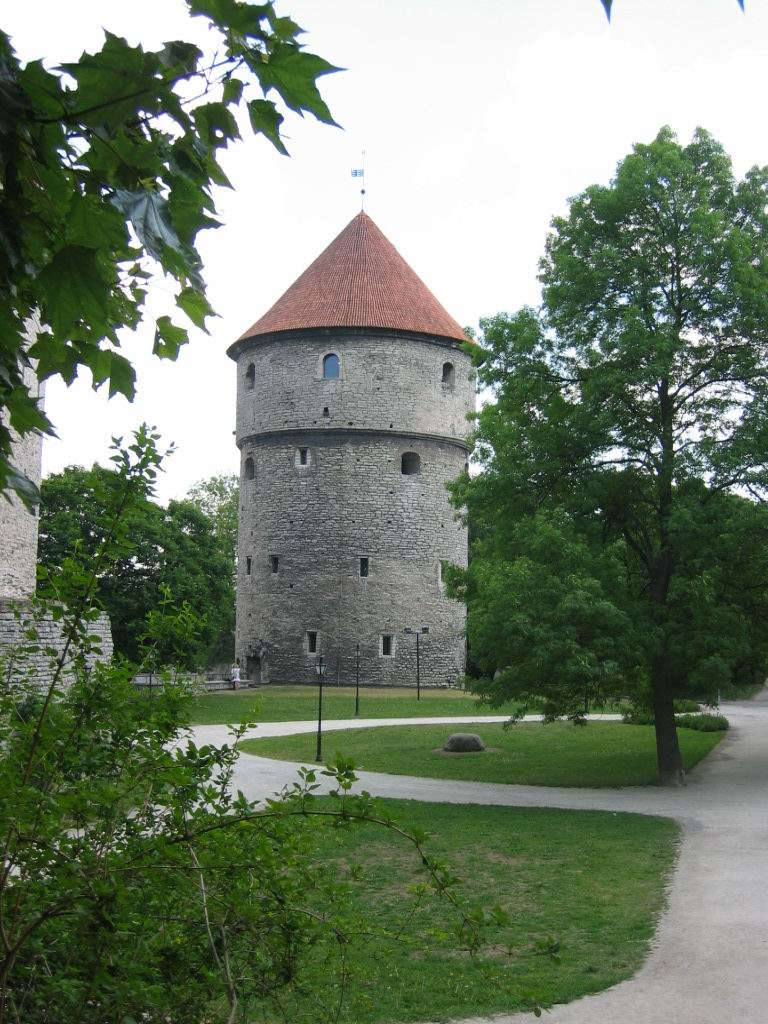
De toren Kiek in de Kök

De meeste bezoekers aan Tallinn komen voor de historische binnenstad Vanalinn, die deel uitmaakt van het stadsdistrict Kesklinn. De hele wijk is UNESCO-werelderfgoed.
De Hanze heeft de geschiedenis en het uiterlijk van Tallinn bepaald: Vanalinn telt vele koopmanshuizen en pakhuizen uit de glorietijd van de Hanze. De binnenstad is grotendeels ommuurd, en deze stadsmuur is voorzien van een groot aantal torens. Torens en poorten hebben er bijnamen: een van de verdedigingstorens heet Kiek in de Kök ('Kijk in de Keuken' in het Nederduits, de taal van de Hanze). Verder zijn er de torens Lange Herman (Pikk Hermann) en Dikke Margareta (Paks Margareeta).
De oude stad bestaat uit twee gedeelten: de Domberg (Toompea), waar de adel en de geestelijkheid woonden, en de benedenstad, waar de ambachtslui, verenigd in gilden, woonden. Deze delen worden gescheiden door een muur en verbonden door twee straatjes: Lühike jalg (het 'Korte Been') en Pikk jalg (het 'Lange Been'). Oorspronkelijk waren de Domberg en de benedenstad twee steden, elk met een eigen bestuur: op en rondom de Domberg woonde de Duits-Baltische elite van adel en hogere burgerij.

### Bezienswaardigheden
Op de Domberg:

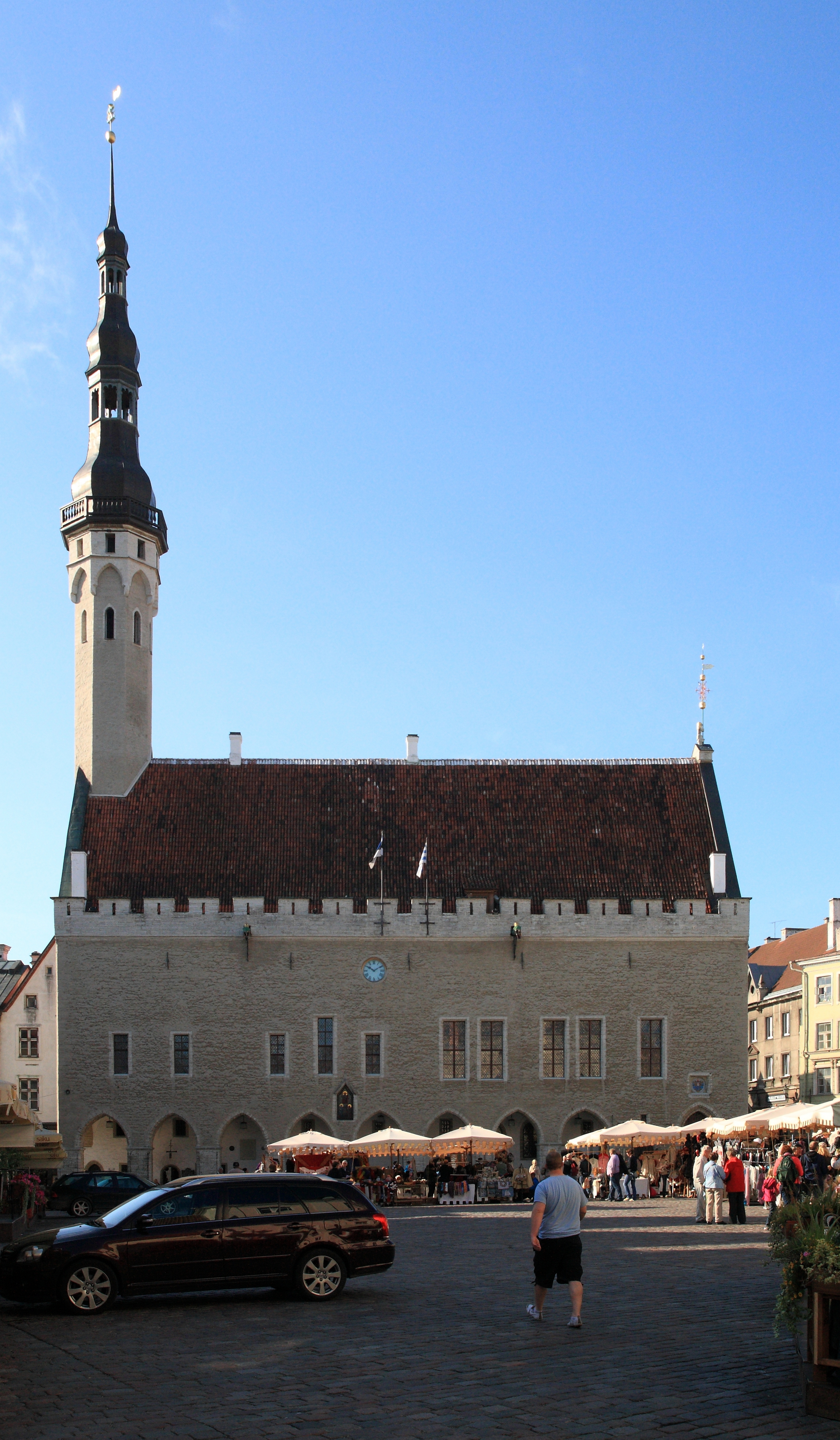
Het oude raadhuis van Tallinn

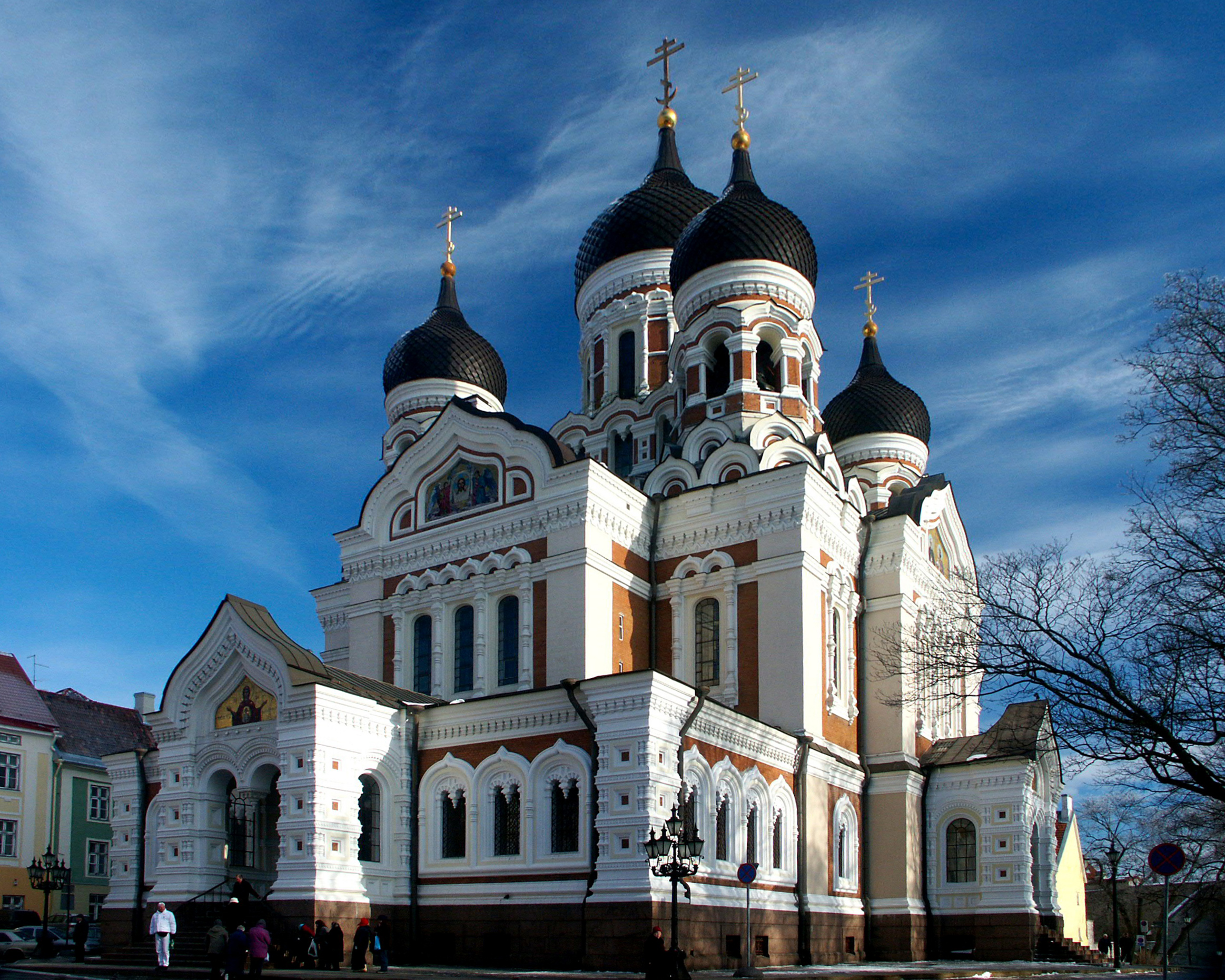
Alexander Nevski-kathedraal

- de Russisch-orthodoxe Alexander Nevski-kathedraal
- de Domkerk
- het Huis van de Estlandse Ridderschap (Eestimaa rüütelkonna hoone)
- het Toompeakasteel (Toompea loss, oorspronkelijk Domberg) met de Riigikogu (parlement) en de hoektoren Lange Herman (oorspronkelijk Lange Hermann, nu Pikk Hermann)
- de Domberg biedt een fraai uitzicht over de stad en over zee. Het bekendste uitzichtspunt is het drukke Toompea vaateplatvormid in het noorden.

In de benedenstad:
- gebouwen van diverse gilden
- de Heilige Geestkerk (Püha Vaimu kirik, vroeger Heilig-Geist-Kirche)
- diverse poorten en torens van de stadsmuur, waaronder de Dikke Margareta en Kiek in de Kök
- de lutherse Sint-Nicolaaskerk (Niguliste kirik, vroeger Nicolaikirche)
- de Russisch-orthodoxe Sint-Nicolaaskerk (Nikolai kirik)
- de Sint-Olafkerk (Oleviste kirik, vroeger Olaikirche)
- het oude raadhuis aan het Raadhuisplein (Raekoja plats)
- in straten als Lai tänav (vroeger 'Breitestrasse') en Pikk tänav (vroeger 'Langestrasse') staan veel oude koopmanshuizen.

Aan de zuidkant van de oude benedenstad ligt het Vrijheidsplein met daaraan de Overwinningskolom van de Onafhankelijkheidsoorlog en de Sint-Janskerk.
In de wijk Kadriorg, heb je het barokke Kadriorgpaleis, gebouwd door tsaar Peter de Grote voor zijn tweede vrouw, tsarina Catharina. Sinds 2006 doet het paleis dienst als museum.

## Zakencentrum
Het zich snel moderniserende zakencentrum ligt ten zuiden en oosten van de oude stad, rond het door de Finnen in de sovjet-tijd gebouwde Sokos Hotel Viru. In wijken als Tõnismäe (waar de Nationale Bibliotheek van Estland (Eesti Rahvusraamatukogu) en het nieuwe stadhuis zijn gesitueerd), Maakri en Kompassi vindt men veel kantoorgebouwen, hotels en bankkantoren, vaak van heel recente datum. Nog oostelijker volgen het Kadriorgpark met het Kadriorgpaleis en het presidentiële paleis, het zangpodium, de kloosterruïne van Pirita, het olympische zeilsportcentrum en ten slotte Lasnamäe, de grote flatwijk in Sovjet-stijl, waar veel van de Russischtalige inwoners van Tallinn wonen. In het westelijke stadsdistrict Haabersti liggen de dierentuin van Tallinn en het Ests openluchtmuseum.

## Verkeer en vervoer
Tallinn heeft frequente en snelle veerverbindingen met Helsinki. De luchthaven Lennart Meri Tallinn Airport ligt bij het Ülemistemeer, dicht bij de stad.

### Haven van Tallinn
De haven van Tallinn is de grootste van Estland. In de jaren 1999 tot en met 2012 werd er gemiddeld 34 miljoen ton lading verwerkt waarvan 65% aardolie en olieproducten. De haven bestaat uit vijf onderdelen, waarvan de haven van Muuga veruit de meeste lading verwerkt. De oude haven, die dicht bij het centrum van Tallinn ligt, is belangrijk voor passagiersschepen en veerdiensten naar andere landen in de Oostzee. In de haven heeft Vopak een grote olieterminal. Op het terrein staan 78 olietanks met een totale capaciteit van ruim 1 miljoen m³. In de tanks worden ruwe aardolie en olieproducten opgeslagen. Er zijn zeven ligplaatsen voor schepen met een maximale diepgang van 18 meter. In 2008 verwerkte de terminal bijna 16 miljoen ton aan producten. In 1993 werd de terminal geopend, toen had een capaciteit van 57.000 m³ en is sindsdien stapsgewijs uitgebreid. De helft van de aandelen van de terminal zijn in handen van een lokale partner, Estonian Oil Service (EOS). Ongeveer de helft van de totale overslag in de haven van Tallinn wordt verwerkt door de Vopak EOS joint venture.

## Partnersteden
- Gent (België)
- Göteborg, (Zweden)
- Groningen (Nederland)

## Overleden
- Fabiann Gottlieb von der Osten-Sacken (1752-1837), Russisch veldmaarschalk vanwege zijn verdiensten in de oorlogen tegen Napoleon tot vorst verheven
- Alexander von Benckendorff (1781-1844), hoofd geheime tsaristische politie, tot graaf verheven
- Otto von Kotzebue (1787-1846), ontdekkingsreiziger in Russische dienst
- Lodewijk van Heiden (1773-1850), Nederlands-Russisch zeeheld
- Jaan Poska (1866-1920), staatsman
- Peeter Süda (1883-1920), componist en organist
- Evald Aav (1900-1939), operacomponist
- Artur Lemba (1885-1963), componist en pianist
- Mart Saar (1882-1963), componist en organist
- Heino Eller (1887-1970), componist en muziekpedagoog
- Gustav Ernesaks (1908-1993), componist en dirigent
- Els Aarne (1917-1995), componiste en pianiste
- Lembit Oll (1966-1999), schaker
- Joey Dunlop (1952-2000), Brits motorcoureur
- Lepo Sumera (1950-2000), componist en politicus
- Jaan Kross (1920-2007), schrijver en dissident
- Vladimir Beekman (1929-2009), schrijver en vertaler
- Arnold Meri (1919-2009), oorlogsheld
- Eino Tamberg (1930-2010), componist
- Mart Port (1922-2012), architect
- Hardo Aasmäe (1951-2014), politicus, oud-burgemeester van Tallinn
- Veljo Tormis (1930-2017), componist